# Natalie Bennett
Natalie Bennett (Sídney, Australia; 10 de febrero de 1966) es una periodista y política del Reino Unido, siendo la líder del Partido Verde de Inglaterra y Gales desde el 3 de septiembre de 2012 al 2 de septiembre de 2016.

## Biografía
Salió de Australia definitivamente en 1998, pasó 4 años en Tailandia y ha vivido en el Reino Unido desde 1999. Entre 2007 y 2012 fue primero asistente y luego editora de The Guardian Weekly, un semanal.